# Aulerques Cénomans
Ne doit pas être confondu avec Cénomans.

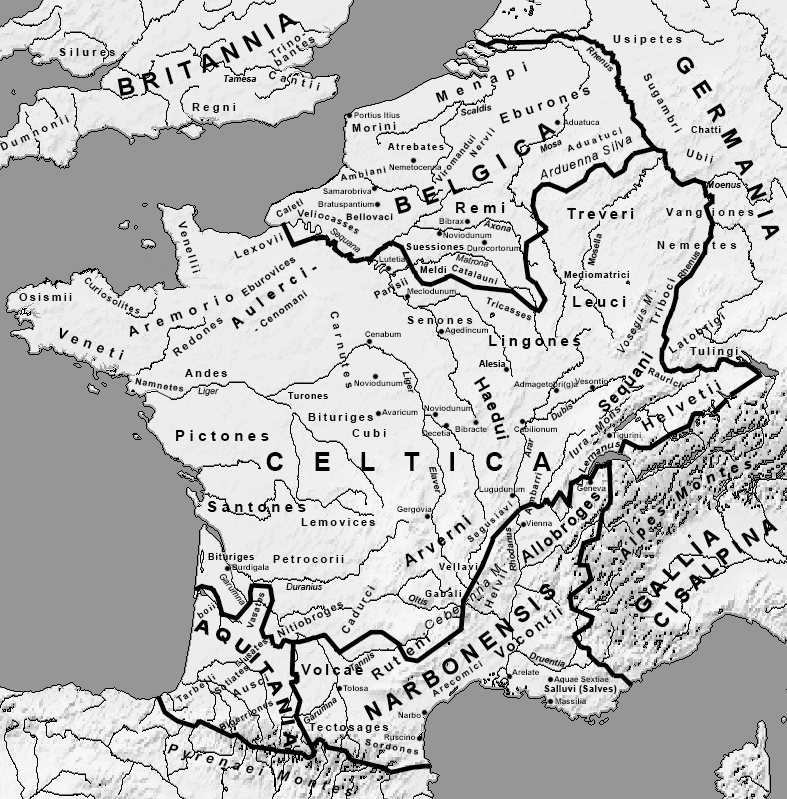
Carte des peuples de la Gaule

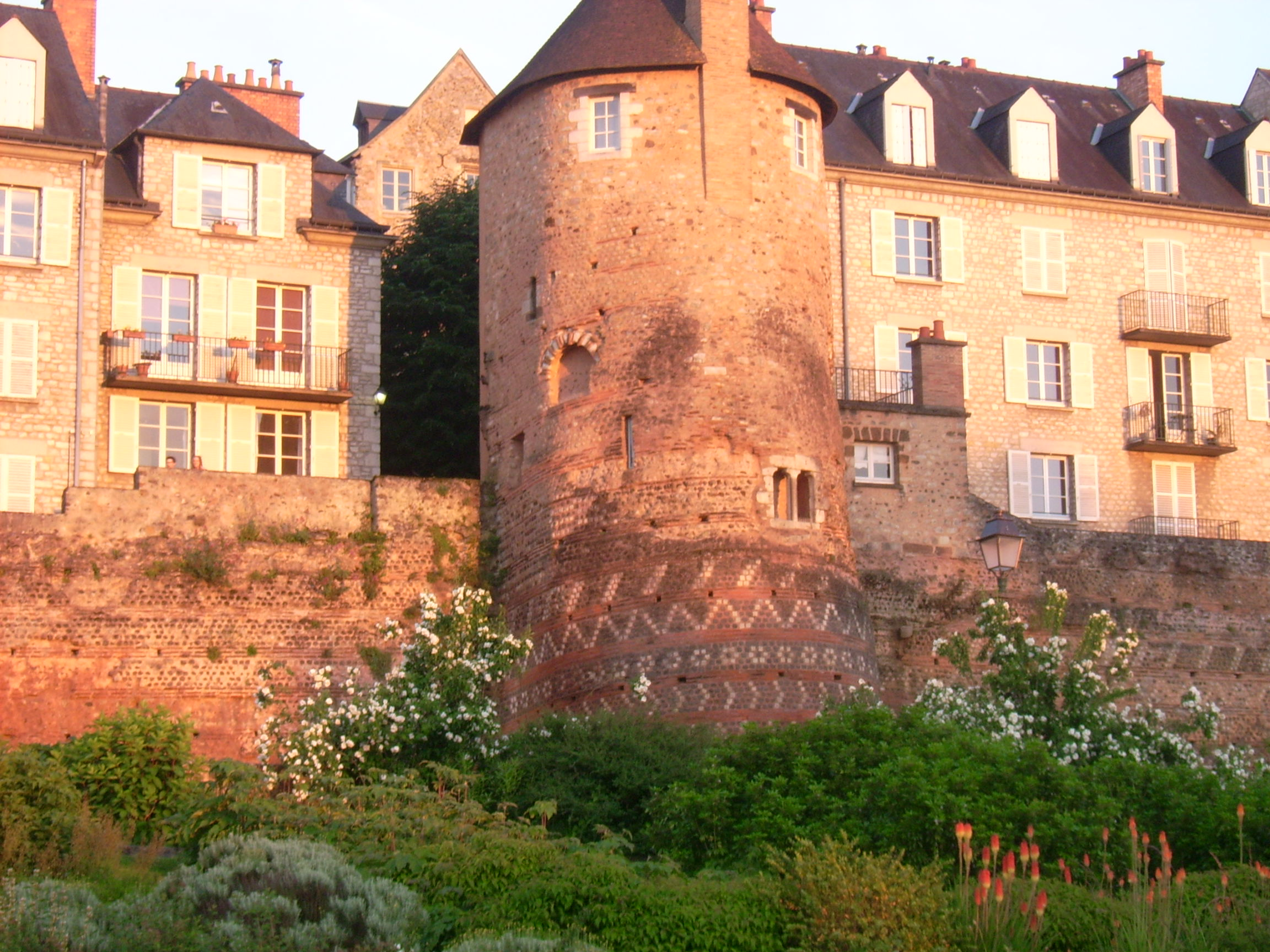
Enceinte gallo-Romaine du Mans édifiée par les Aulerques Cénomans. Date : 270-300 AC.

Les Aulerques Cénomans (en latin Aulerci Cenomani) sont un peuple celte faisant partie de la confédération des Aulerques et habitant le pays qui deviendra le Maine oriental.

## Histoire
Leur capitale était Vindinon ou Vindinum, aujourd'hui Le Mans (du latin Civitas Cenomanorum, littéralement « Cité des Cénomans », au Moyen Âge, « Celmans », puis « Le Mans »).
Selon César, ils auraient mobilisé près de 5 000 hommes à Alésia.
Dans l'organisation romaine de la Gaule, les Cénomans relèvent de la province romaine de Lyonnaise (chef-lieu : Lyon), puis, après les réformes de Dioclétien et de Constantin, de la Lyonnaise troisième (chef-lieu : Tours).
L'enceinte romaine du Mans ceinturant la cité a été construite entre 320 et 360.

## Les Cénomans d'Italie
Issue de ce peuple, une tribu du nom de Cénomans s'installa en Italie au IVe siècle av. J.-C. Ces Cénomans déplacèrent les Euganei, et s'établirent dans la région du Pô médian, entre l'Adige et l'Adda, dans le territoire de Brescia et de Vérone.

## Les Aulerques
Trois autres peuples gaulois ont porté le nom d'Aulerques, : les Aulerques Brannovices (le terme « Brannovices » signifiant « Vainqueurs du corbeau » ou « Corbeaux victorieux »), les Aulerques Diablintes et les Aulerques Éburovices (le terme « Éburovices » signifiant « Vainqueurs du sanglier » ou « Sanglier victorieux »). La raison de ce nom commun n’est pas connue.
Le second composé Cenoman contient la racine Ceno (= loin ou long) et la terminaisons pourrait etre l'abréviations de Mandui (cheval) , comme dans Viromanduens. Autre hypothèse la terminaison "man" renverrait à des origines germaines (non attestées) comme dans les noms des peuples germains Alaman, Marcoman.

## Sites archéologiques
La carte ci-dessous a pour objectif de recenser les principaux sites d'agglomérations secondaires, mais également celui de la capitale, Vindunum, appartenant à la civitas aulerco-cénomane, :
| B A E V C D |

Légendes
- A = Site de Cherré
- B = Site de Duneau
- C = Site de Vaas
- D = Site d'Oisseau-le-Petit
- E = Site d'Allonnes
- V = Vindunum (Site du Mans)